# Vates foliata
Vates foliata är en bönsyrseart som beskrevs av Lichtenstein 1802. Vates foliata ingår i släktet Vates och familjen Mantidae. Inga underarter finns listade i Catalogue of Life.